# Wróbliczka turkusowa
Wróbliczka turkusowa (Forpus cyanopygius) – gatunek małego ptaka z rodziny papugowatych (Psittacidae) zamieszkującego zachodni Meksyk. Międzynarodowa Unia Ochrony Przyrody uznaje ją za gatunek bliski zagrożenia.

## Podgatunki i zasięg występowania
Międzynarodowy Komitet Ornitologiczny (IOC) wyróżnia następujące podgatunki wróbliczki turkusowej wraz z ich obszarem występowania:
- F. c. insularis (Ridgway, 1888) – archipelag Islas Marías;
- F. c. cyanopygius (Souancé, 1856) – zachodni Meksyk.

## Morfologia
Wróbliczka turkusowa mierzy około 13 cm oraz waży 30 g. W ubarwieniu dominuje kolor zielony. Samiec różni się od samicy niebieskoturkusową barwą na dolnej części grzbietu i kuprze. Lotki II rzędu są niebieskie. Dziób jest jasny, a oczy brązowe. Młode osobniki przypominają ubarwieniem dorosłe; u samców miejscami zielony miesza się z niebieskim.

## Środowisko
Wróbliczki turkusowe zamieszkują obszary leśne do 1400 m n.p.m.

## Pożywienie
Ptaki te żywią się owocami (między innymi figowców i jagodami) oraz nasionami traw.

## Lęgi
Sezon lęgowy wróbliczek turkusowych trwa od maja (na Islas Marías od czerwca) do lipca. Samica składa 3 jaja, które wysiaduje przez 19 dni. Młode opuszczają gniazdo w wieku 4–5 tygodni.

## Status
Międzynarodowa Unia Ochrony Przyrody (IUCN) od 2015 roku uznaje wróbliczkę turkusową za gatunek bliski zagrożenia (NT – near threatened), wcześniej miała ona status gatunku najmniejszej troski (LC – least concern). Liczebność populacji, według szacunków, zawiera się w przedziale 20–50 tysięcy dorosłych osobników. Trend liczebności populacji uznaje się za spadkowy. Głównym zagrożeniem dla gatunku jest nielegalny odłów z przeznaczeniem na handel. Gatunek ten wymieniony jest w II załączniku konwencji waszyngtońskiej (CITES).